# Bohoslovný ústav v Obořišti
Bohoslovný neboli Theologický ústav v Obořišti vznikl po roce 1902 v klášteře Obořiště a poskytoval teologické vzdělání pro redemptoristy. Byl zlikvidován násilně v noci ze 13. na 14. dubna 1950, kdy jej přepadli příslušníci StB a lidových milicí.
Později budova sloužila jako polepšovna.

## Rektoři(neúplný seznam)
- František Serafínský Mezírka CSsR
- Martin Janů CSsR
- Josef Kučera CSsR
- ThDr. Ján Ivan Mastiliak CSsR

## Někteří vyučující
- ThDr. BiblLic. Jarolím Adámek CSsR – biblistika
- PhDr. Ladislav Daňha CSsR – Dějiny křesťanství
- doc. JUDr. Jan Zlatoústý Jaroš CSsR – kanonické právo
- ThDr. Ján Ivan Mastiliak CSsR – systematická teologie, filosofie a orientalistika
- ThDr. Josef Konstantin Miklík CSsR – biblistika
- prof. ThDr. František Panuška CSsR – filosofie a fundamentální teologie
- ThDr. Stanislav Špůrek CSsR – systematická teologie